# Les Amazones (pièce de théâtre, 1749)
Pour les articles homonymes, voir Les Amazones.
Les Amazones est une tragédie mythologique en cinq actes et en alexandrins composée par l'écrivaine française Anne-Marie du Boccage et créée le 24 juillet 1749 à la Comédie-Française, à Paris. La pièce relate des intrigues politiques et amoureuses au royaume des Amazones, qui viennent de capturer le héros grec Thésée et hésitent à le sacrifier aux dieux. Bien accueillie par ses contemporains, la pièce sombre dans l'oubli au XIXe siècle. Elle fait l'objet d'un regain d'intérêt au début du XXIe siècle.

## Personnages
- Orithie, reine des Amazones et prêtresse de Mars.
- Antiope, princesse héritière du trône.
- Mélanippe, Amazone, ministre et chef de l'armée.
- Thésée, fils d'Égée le roi d'Athènes.
- Idas, compagnon et ami de Thésée.
- Orondal, ambassadeur de Gélon, le roi des Scythes.
- Une Amazone, attachée à la Reine.
- Suite d'Amazones.

La scène est à Thémiscyre, sur les bords du Thermodon.

## Résumé
La pièce se déroule dans la capitale du royaume mythique des Amazones, Thémiscyre, sur les bords du fleuve Thermodon. La reine des Amazones et ses conseillères ont capturé le héros grec Thésée lors d'un combat contre leurs adversaires, les Scythes. En vertu des lois des Amazones, tout homme capturé devrait être tué. Mais la reine Orithie tarde à prononcer la sentence. Elle finit par avouer la cause de son trouble à sa fidèle amie d'enfance Antiope : elle est tombée amoureuse de Thésée. Or Antiope est elle-même secrètement amoureuse du héros. La conseillère Mélanippe, quant à elle, soupçonne la vérité et craint la discorde que Thésée pourrait semer parmi les Amazones : elle veut tout tenter pour faire immoler Thésée.

## Accueil critique
La pièce est créée au Théâtre-Français le 24 juillet 1749. Elle connaît une dizaine de représentations et remporte un franc succès. Fontenelle donne un avis très favorable à la pièce : il voit en Mme du Bocage une poétesse de grand talent, qu'il surnomme « l'Amazone du Parnasse ». Grimm, quant à lui, trouve de nombreux défauts à la pièce, dont les trop nombreux propos sur la guerre tenus par des femmes.

## Histoire éditoriale et traductions
La tragédie est publiée en 1749 à Paris chez F. Mérigot, suivie d'une lettre à Mme du Boccage au sujet de la pièce.
La tragédie Les Amazones a été traduite en italien dès l'époque d'Anne-Marie du Boccage par Luisa Bergalli.
Les Amazones est réédité en 2006 par les éditions féministes Indigo et Côté femmes. La pièce fait l'objet d'une édition scientifique par Aurore Évain, Perry Gethner et Henriette Glodwin en 2015 dans un volume consacré aux femmes dramaturges du XVIIIe siècle.

## Postérité
La pièce a été adaptée librement par le dramaturge italien Carlo Goldoni dans La Dalmatienne (La Dalmatina).
En dépit de son succès, la pièce sombre dans un oubli complet au XIXe siècle, tout comme l'ensemble de l'œuvre de Mme du Bocage. Depuis les années 2000, la pièce bénéficie d’un regain d’intérêt et a fait l’objet d’études féministes.

### Éditions
- Femmes dramaturges en France, 1650-1750, tome II, textes établis et présentés par Perry Gethner, Tübingen, éditions G. Narr, 2002.  (ISBN 9783823355489)
- Aurore Évain, Perry Gethner et Henriette Goldwyn (avec la collaboration de Rotraud von Kulessa, Marie-Emmanuelle Plagnol-Diéval, Charlotte Simonin et Gabrielle Verdier), Théâtre de femmes de l’Ancien Régime. Tome IV. xviiie siècle, Paris, Classiques Garnier, 2015, 489 p.  (ISBN 978-2-8124-4747-1) [Édition scientifique.]

### Études
- Belhouchat, Bizière, Idels et Villeneuve, Des femmes en littérature. 100 textes d'écrivaines à étudier en classe, Belin éducation / éditions Des femmes, 2018.
- Anne Richardot, « Cythère redécouverte : la nouvelle géographie érotique des Lumières », Clio. Histoire‚ femmes et sociétés, n°22, 2005, mis en ligne le 1er décembre 2007. DOI 10.4000/clio.1747 [lire en ligne]
- Rotraud Von Kulessa, Les Amazones de Madame du Bocage dans la traduction italienne de Luisa Bergalli Gozzi, p. 255-267 in La Traduction du discours amoureux (1660-1830), colloque international (18-19 mars 2005), textes réunis par Annie Cointre, Florence Lautel et Annie Rivara, Centre d’étude des textes et traductions, Université Paul Verlaine, Metz, 2006.